# Higashikunisaki-gun

Lage von Himeshima/Higashikunisaki-gun

Higashi-Kunisaki (jap. 東国東郡, -gun) ist ein Landkreis in der Präfektur Ōita im Süden von Japan.
Der Landkreis hatte im April 2006 2898 Einwohner auf einer Fläche von 6,75 km². Die Bevölkerungsdichte liegt bei 429,33 Einwohnern/km².

## Gemeinden
Am 31. März 2006 schlossen sich die Städte Aki, Kunimi, Kunisaki und Musashi zur kreisfreien Stadt Kunisaki zusammen.
Die einzig verbliebene Gemeinde im Landkreis und auch die einzige Dorfgemeinde in der gesamten Präfektur ist Himeshima.